# Totò, Vittorio e la dottoressa
Totò, Vittorio e la dottoressa è un film del 1957 diretto da Camillo Mastrocinque.

## Trama

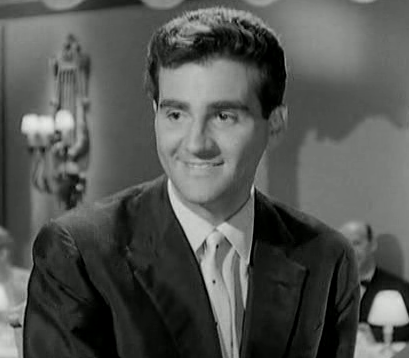
Teddy Reno in una scena del film

Michele e Gennaro lavorano come inservienti dell'agenzia investigativa Nulla sfugge. Quando il loro capo è costretto ad assentarsi dall'ufficio per seguire un'indagine, i due decidono di prendere il suo posto e si fingono investigatori dinanzi a due vecchie sorelle, venute in agenzia per chiedere loro di indagare sulla moralità della moglie del loro unico nipote, una dottoressa americana di Boston.
La dottoressa è chiamata a sostituire il noto professor Vagoni e a prendersi cura dei suoi pazienti, tra i quali figura anche il marchese De Vitti, un nobile sciupafemmine che è stato impallinato nel fondoschiena da un mezzadro di cui aveva cercato di sedurre la moglie, motivo per cui vorrebbe essere curato da un dottore, anziché da una dottoressa, ma è troppo pudico per dirlo chiaramente. I due investigatori credono per errore che il marchese sia l'amante della dottoressa e forniscono delle presunte prove che cercano di dimostrare alle due sorelle il tradimento della dottoressa.
Per provare le loro deduzioni, Michele e Gennaro si fingono rispettivamente medico e paziente in attesa di essere operato di appendicite, facendosi ricoverare nella clinica Villa Valeria in cui lavora la dottoressa ed è ricoverato anche il marchese De Vitti. Finalmente, nella clinica, l'inettitudine di Michele e Gennaro viene smascherata e la storia si conclude con un lieto fine.

## Cast
Benché dal titolo la presenza congiunta di Totò e Vittorio De Sica venga indicata come se si trattasse d'un duo (un po' sulla falsariga delle pellicole in cui l'attore partenopeo è accoppiato a Peppino De Filippo), in realtà i due attori non recitano alcuna scena assieme.
Titina De Filippo interpreta la madre di De Sica, nonostante l'attrice avesse soltanto tre anni in più rispetto a questi.
Nel film compare anche Teddy Reno, che canta 'A sunnambula e Questa piccolissima serenata.

## Luoghi delle riprese
La vicenda dopo il matrimonio a Madrid si svolge a Napoli. Le riprese in esterna si svolgono a Roma. La clinica Villa Valeria in cui lavora la dottoressa è una clinica nel quartiere Montesacro, ancora oggi attiva.